# Discographie de Teyana Taylor
L'artiste américaine Teyana Taylor a sorti trois albums studio, une compilation, un extended play (EP), deux mixtapes et huit singles (dont quatre en tant qu'artiste vedette et deux singles promotionnels ). En 2009, Taylor a sorti sa première mixtape, From a Planet Called Harlem, qui comprenait son premier single " Google Me ". Il a fait ses débuts à son apogée quatre-vingt-dix sur le classement américain Hot R & B / Hip-Hop Songs . À cette époque, Taylor a figuré sur des chansons avec des artistes comme Trey Songz, Missy Elliott et Kanye West . Taylor a parlé de son inspiration vis-a-vis de sa collègue musicienne Lauryn Hill, qui a été marqué par la sortie de sa deuxième mixtape en 2012. La mixtape, intitulée The Misunderstanding of Teyana Taylor, tire son nom de l'album de Hill, The Miseducation of Lauryn Hill . 
Plus tard dans l'année, Taylor a contribué à une compilation organisé par son label, Cruel Summer . L'album a fait ses débuts au numéro deux du Billboard 200, tout en se classant en tête des albums Top R & B / Hip-Hop Albums et Rap Albums . L'une de ses contributions à l'album, "To the World", culmine à la soixante-dixième place sur le Billboard Hot 100, quatre-vingt-douzième sur le Canadian Hot 100 et quatre-vingt-quatorzième sur le UK Singles Chart . Le 4 novembre 2014, Taylor a sorti son premier album studio, intitulé VII . L'album a fait ses débuts sur le Billboard 200 au numéro dix-neuf, et en tête du Top Albums R & B / Hip-Hop et Albums R&B. VII a engendré deux singles. Le premier, " Maybe ", mettait en vedette Pusha T et Yo Gotti, et culminait au treizième rang du classement Billboard Bubbling Under Hot 100 Singles . Le deuxième single de l'album était intitulé "Do Not Disturb" et mettait en vedette le chanteur de R&B Chris Brown . En 2015, Taylor a sorti son premier EP, The Cassette Tape 1994 .  

## Albums studio
| Titre     | Details | Place la plus haute atteinte | Place la plus haute atteinte | Place la plus haute atteinte | Place la plus haute atteinte | Place la plus haute atteinte | Place la plus haute atteinte | Place la plus haute atteinte | Place la plus haute atteinte | Place la plus haute atteinte | Ventes       |
| Titre     | Details | US                           | US R&B /HH                   | US R&B                       | BEL (FL)                     | CAN                          | NLD                          | NZ Heat.                     | UK                           | UK R&B                       | Ventes       |
| --------- | --- | ---------------------------- | ---------------------------- | ---------------------------- | ---------------------------- | ---------------------------- | ---------------------------- | ---------------------------- | ---------------------------- | ---------------------------- | ------------ |
| VII       | - Sortie : 4 Novembre 2014 - Label : GOOD Music, Def Jam - Formats : CD, téléchargement numérique, streaming | 19                           | 1                            | 1                            | —                            | —                            | —                            | —                            | —                            | 37                           | - US: 24.000 |
| K.T.S.E.  | - Sortie : 23 Juin 2018 - Label : GOOD Music, Def Jam - Formats : CD, téléchargement numérique, streaming    | 17                           | 10                           | 2                            | 125                          | 60                           | 77                           | 3                            | 57                           | 8                            |              |
| The Album | - Sortie : Juin 2020 - Label : GOOD Music, Def Jam - Formats : CD, téléchargement numérique, streaming       | À venir                      | À venir                      | À venir                      | À venir                      | À venir                      | À venir                      | À venir                      | À venir                      | À venir                      | À venir      |

## Compilations
| Titre                          | Details                                                                                            | Place la plus haute atteinte | Place la plus haute atteinte | Place la plus haute atteinte | Place la plus haute atteinte | Place la plus haute atteinte | Place la plus haute atteinte | Place la plus haute atteinte | Place la plus haute atteinte | Ventes        |
| Titre                          | Details                                                                                            | US                           | US R&B/ HH                   | US Rap                       | AUS                          | CAN                          | FRA                          | SWI Comp.                    | UK Comp.                     | Ventes        |
| ------------------------------ | -------------------------------------------------------------------------------------------------- | ---------------------------- | ---------------------------- | ---------------------------- | ---------------------------- | ---------------------------- | ---------------------------- | ---------------------------- | ---------------------------- | ------------- |
| Cruel Summer (avec GOOD Music) | - Sortie : 10 Septembre 2012 - Label : GOOD Music, Def Jam - Format : CD, téléchargement numérique | 2                            | 1                            | 1                            | 7                            | 4                            | 30                           | 10                           | 2                            | - US: 340.000 |

## EP
| Titre                  | Détails                                                                           |
| ---------------------- | --------------------------------------------------------------------------------- |
| The Cassette Tape 1994 | - Sortie : 25 août 2015 - Label : auto-publié - Format : Téléchargement numérique |

## Mixtapes
| Titre                                 | Détails                                                                                       |
| ------------------------------------- | --------------------------------------------------------------------------------------------- |
| From a Planet Called Harlem           | - Sortie : 16 août 2009 - Label : Star Trak Entertainment - Format : Téléchargement numérique |
| The Misunderstanding of Teyana Taylor | - Sortie : 12 mars 2012 - Label : auto-publié - Format : Téléchargement numérique             |

## Singles

### En tant qu'artiste principal
| Titre                                                                        | Année | Place la plus haute atteinte | Place la plus haute atteinte | Place la plus haute atteinte | Place la plus haute atteinte | Place la plus haute atteinte | Place la plus haute atteinte | Certifications | Album                       |
| Titre                                                                        | Année | US Bub.                      | US R&B/ HH                   | US R&B/HH Airplay            | US R&B/HH Digital            | US R&B                       | NZ Hot                       | Certifications | Album                       |
| ---------------------------------------------------------------------------- | ----- | ---------------------------- | ---------------------------- | ---------------------------- | ---------------------------- | ---------------------------- | ---------------------------- | -------------- | --------------------------- |
| "Google Me"                                                                  | 2008  | —                            | 90                           | —                            | —                            | —                            | —                            |                | From a Planet Called Harlem |
| "Maybe" (avec Yo Gotti et Pusha T)                                           | 2014  | 10                           | 32                           | 19                           | 27                           | 11                           | —                            |                | VII                         |
| "Do Not Disturb" (avec Chris Brown)                                          | 2014  | —                            | —                            | —                            | 43                           | —                            | —                            |                | VII                         |
| "Gonna Love Me" (Seul ou remix avec Ghostface Killah, Method Man et Raekwon) | 2018  | 16                           | 19                           | 26                           | 13                           | 10                           | —                            | - RIAA: Gold   | K.T.S.E.                    |
| "Issues/Hold On"                                                             | 2019  | —                            | —                            | —                            | —                            | 25                           | —                            |                | K.T.S.E.                    |
| "How You Want It?" (avec King Combs)                                         | 2019  | —                            | 28                           | 33                           | 19                           | 22                           | 13                           |                | The Album,                  |
| "Morning" (avec Kehlani)                                                     | 2019  | 23                           | —                            | —                            | 13                           | 15                           | 27                           |                | The Album,                  |
| "We Got Love" (avec Lauryn Hill)                                             | 2019  | —                            | —                            | —                            | —                            | —                            | —                            |                | The Album,                  |
| "Made It"                                                                    | 2020  | —                            | —                            | —                            | —                            | —                            | —                            |                | The Album,                  |
| "Bare With Me"                                                               | 2020  | —                            | —                            | —                            | —                            | —                            | —                            |                | The Album,                  |

### En tant que featuring
| Titre                                                                    | Année | Place la plus haute atteinte | Place la plus haute atteinte | Album              |
| Titre                                                                    | Année | US Bub.                      | US R&B/HH Bub.               | Album              |
| ------------------------------------------------------------------------ | ----- | ---------------------------- | ---------------------------- | ------------------ |
| "Christmas in Harlem" (Kanye West avec Cyhi the Prynce et Teyana Taylor) | 2010  | 13                           | 3                            | Singles sans album |
| "Merk Out" (Young Marqus avec Teyana Taylor)                             | 2012  | —                            | —                            | Singles sans album |
| "Ballin'" (Fat Joe avec Wiz Khalifa et Teyana Taylor)                    | 2013  | —                            | —                            | Singles sans album |
| "Made for Me" (Sebastian Mikael et Teyana Taylor)                        | 2014  | —                            | —                            | Speechless         |
| "Made It From Nothing" (Meek Mill avec Teyana Taylor et Rick Ross)       | 2017  | —                            | —                            | Wins & Losses      |
| ''Ecstasy'' (Ciara feat Normani et Teyana Taylor)                        | 2025  |                              |                              |                    |

### Singles promotionnels
| Titre      | Année | Album |
| ---------- | ----- | ----- |
| "Business" | 2014  | VII   |

## Autres chansons
| Titre                                                                   | Année | Place la plus haute atteinte | Place la plus haute atteinte | Place la plus haute atteinte | Place la plus haute atteinte | Place la plus haute atteinte | Place la plus haute atteinte | Place la plus haute atteinte | Place la plus haute atteinte | Album                             |
| Titre                                                                   | Année | US                           | US R&B/ HH                   | US Rap                       | US R&B                       | US Dance                     | CAN                          | UK                           | UK R&B                       | Album                             |
| ----------------------------------------------------------------------- | ----- | ---------------------------- | ---------------------------- | ---------------------------- | ---------------------------- | ---------------------------- | ---------------------------- | ---------------------------- | ---------------------------- | --------------------------------- |
| "Dark Fantasy" (Kanye West avec Teyana Taylor, Nicki Minaj et Bon Iver) | 2010  | 60                           | —                            | —                            | —                            | —                            | 67                           | —                            | —                            | My Beautiful Dark Twisted Fantasy |
| "To the World" (Kanye West et R. Kelly avec Teyana Taylor)              | 2012  | 70                           | 35                           | 24                           | —                            | —                            | 92                           | 94                           | 17                           | Cruel Summer                      |
| "WTP"                                                                   | 2018  | —                            | —                            | —                            | —                            | 19                           | —                            | —                            | —                            | K.T.S.E.                          |

## Featuring non-single
| Titre                           | Année | Autres artistes                                         | Album                                |
| ------------------------------- | ----- | ------------------------------------------------------- | ------------------------------------ |
| "I Need a Girl" (Remix)         | 2009  | Trey Songz, Fabolous                                    | Aucun                                |
| "Put it on Ya"                  | 2009  | Missy Elliott                                           | Aucun                                |
| "Dark Fantasy"                  | 2010  | Kanye West                                              | My Beautiful Dark Twisted Fantasy    |
| "Hell of a Life"                | 2010  | Kanye West                                              | My Beautiful Dark Twisted Fantasy    |
| "Rock wit Me"                   | 2011  | Jadakiss                                                | I Love You (A Dedication to My Fans) |
| "Bottles & Rockin' J's" (Remix) | 2012  | The Game, Busta Rhymes, Rick Ross, Fabolous, Lil Wayne  | California Republic                  |
| "Never Let 'Em Stop Me"         | 2012  | K Smith, Meek Mill                                      | I Am Santiago                        |
| "To the World"                  | 2012  | Kanye West, R. Kelly                                    | Cruel Summer                         |
| "Sin City"                      | 2012  | John Legend, Cyhi the Prynce, Malik Yusef, Travis Scott | Cruel Summer                         |
| "Bliss"                         | 2012  | John Legend                                             | Cruel Summer                         |
| "Want You Back"                 | 2012  | Fabolous, Joe Budden                                    | The S.O.U.L. Tape 2                  |
| "Hold You Down"                 | 2012  | Red Café                                                | American Psycho                      |
| "Take My Breath Away"           | 2012  | Brianna Perry                                           | Symphony No. 9                       |
| "Limos"                         | 2014  | Vince Staples                                           | Hell Can Wait                        |
| “Made It From Nothing”          | 2017  | Meek Mill, Rick Ross                                    | Wins &amp; Losses                    |
| “You”                           | 2018  | T.I.                                                    | Dime Trap                            |